# 大和村 (新潟県南魚沼郡)
大和村（やまとむら）は、かつて新潟県南魚沼郡にあった村。

## 沿革
- 1889年（明治22年）4月1日 - 町村制施行に伴い南魚沼郡大里村、八竜新田、小木六村が合併し、大和村が発足。
- 1901年（明治34年）11月1日 - 南魚沼郡東中島村、西中島村、大木六村と合併し、中之島村となり消滅。